# Iftach Spector
Iftach Spector, né le 20 octobre 1940, est un général de brigade israélien à la retraite, ancien pilote de chasse et commandant des bases aériennes de Tel Nof et Ramat David. Il siège au Conseil consultatif d'Israël du Forum politique d'Israël.

## Biographie
Spector est né à Petah Tikva, dans ce qui était alors la Palestine mandataire, en 1940. Ses parents faisaient tous deux partie du Palmach, la force de frappe d'élite de la Haganah. Son père, Zvi Spector, était le commandant de l'opération Boatswain, une mission ratée du Palmach en 1941, au Liban, qui a entraîné la mort de tous les participants, et sa mère, Shoshana Spector, était parmi les membres fondateurs du Palmach et en a été l'adjudant. Spector a grandi au kibboutz Givat Brenner et au kibboutz Hulata.
Spector a participé à la guerre des Six Jours et a été l'un des pilotes impliqués dans l'incident de l'USS Liberty. Il a pris part à l'opération Rimon 20, une bataille aérienne entre Israël et l'Union soviétique pendant la guerre d'usure, puis a combattu dans la guerre du Kippour, et a participé à l'Opération Opéra, le bombardement israélien en 1981 du réacteur nucléaire irakien. Au cours de son service dans l'armée de l'air israélienne, Spector a commandé les 101 et 107 escadrons et les deux bases aériennes de Ramat David et de Tel Nof. Spector a abattu 12 avions ennemis, huit en pilotant le Mirage III et quatre en pilotant le F-4 Phantom II,.
En 1992, il reçoit le prix Yitzhak Sadeh pour son livre A Dream in Blue and Black, un récit romancé d'un escadron de chasse pendant la guerre du Kippour. 
Depuis 2001, il est actif au sein du Mouvement pour le désengagement des Palestiniens. En 2003, Spector était l'un des 27 pilotes de réserve et anciens pilotes exemptés du devoir de réserve à signer « La lettre des pilotes » refusant d'effectuer des missions contre des cibles en Cisjordanie et à Gaza,,.